# تاتيانا سالم ليفي
تاتيانا سالم ليفي (بالإنجليزية: Tatiana Salem Levy)‏ (24 يناير 1979، لشبونة في البرتغال)؛ كاتِبة وروائية برازيلية. درست في الجامعة الأسقفية الكاثوليكية في ريو دي جانيرو.

## روابط خارجية
- تاتيانا سالم ليفي على موقع IMDb (الإنجليزية)